# Zasady budowy struktury organizacyjnej
Zasugerowano, aby zintegrować ten artykuł z artykułem Struktura organizacyjna. Nie opisano powodu propozycji integracji.
Każda struktura organizacyjna powinna zawierać uporządkowane hierarchiczne i celowo dobrane elementy, a także uwzględniać powiązania i relacje różnego rodzaju pomiędzy jej poszczególnymi ogniwami. Stąd przyjmuje się, że konstrukcja organizacji (struktura) powinna opierać się na określonych zasadach, które należy uwzględniać w trakcie opracowywania optymalnej struktury. W teorii organizacji wskazuje się następujące zasady:
1. Zasada jednolitości kierownictwa. Oznacza ona, że każdy pracownik powinien mieć tylko jednego bezpośredniego przełożonego, który ma prawo wydawać mu polecenia i wobec którego jest on służbowo odpowiedzialny.
2. Zasada dostosowania struktury do celów, strategii i zadań organizacji. Konsekwencją tej zasady jest odmienność struktur w różnych przedsiębiorstwach i konieczność wdrażania zmian w strukturze, gdy wystąpią istotne modyfikacje w celach i zadaniach.
3. Dostosowanie struktury organizacyjnej do zewnętrznych warunków działania danej organizacji, np. charakteru rynku, rodzaju klientów, stopnia stabilności otoczenia ekonomicznego i społeczno-politycznego, stopnia dostępności różnego rodzaju usług dla biznesu itd.
4. Uwzględnienie w strukturze organizacyjnej charakteru, a także specyficznych cech działalności przedsiębiorstwa, co wynika z faktu, że nie można opracować jednolitych struktur dla wszystkich rodzajów organizacji.
5. Zależność stopnia rozbudowy struktury organizacyjnej (wyrażającej się głównie w liczbie poziomów zarządzania) od wielkości przedsiębiorstwa.
6. Optymalna rozpiętość i zasięg kierowania. Zasada ta polega na ustaleniu odpowiedniej liczby podwładnych, którymi w sposób efektywny może kierować jeden przełożony.
7. Współzależność zakresu, zadań, kompetencji i odpowiedzialności komórek w danej organizacji i osób. Im większe zadania (zakres obowiązków, czynności) ma spełniać komórka czy osoba, tym szersze należy jej przyznać kompetencje (uprawnienia) i tym bardziej wzrasta zakres jej odpowiedzialności.
8. Umiejętność łączenia sprzecznych zasad centralizacji i decentralizacji decyzji, przy wyraźnym wzroście znaczenia decyzji podejmowanych na niskich szczeblach struktury.
9. Elastyczność struktury organizacyjnej w stosunku do zewnętrznych i wewnętrznych warunków działania. Elastyczność organizacji, w tym jej struktury, ma współcześnie coraz większe znaczenie, gdyż działa ona w coraz bardziej niestabilnym otoczeniu.

Zasady te powinny być respektowane przy projektowaniu oraz doskonaleniu struktury organizacyjnej podmiotu, aby mógł on funkcjonować zgodne z zasadą sprawności rozumianą prakseologicznie (sprawność jako maksymalna liczba cech dobrej roboty).